# 和歌山県の市町村章一覧
和歌山県の市町村章一覧（わかやまけんのしちょうそんしょうのいちらん）は、和歌山県内の市町村に制定されている、あるいは制定されていた市町村章の一覧である。なお、一覧の順序は全国地方公共団体コード順による。廃止された市町村章は廃止日から順に掲載している。

## 市部
| 市       | 市章 | 由来                                                 | 制定日                   | 備考 |
| -------- | ---- | ---------------------------------------------------- | ------------------------ | --- |
| 和歌山市 |      | 三方の山+「和」+「カ」を図案化し、二重丸を表したもの | 1909年1月 （日付は不明） | |
| 海南市   |      | 豊かな自然と海を表したもの                           | 2005年10月1日            | 2代目の市章である 色は緑色・青色・水色が指定されている                                                         |
| 橋本市   |      | 「ハシ」を図案化したもの                             | 2006年10月1日            | 旧・橋本市制時の1955年1月25日に制定され、新市制施行後に継承される                                              |
| 有田市   |      | ミカンとその葉で「アリ田」を表したもの               | 1956年5月1日             | 有田町制時の1956年4月10日に制定され、市制施行後に継承される 色は紋章部分は橙色・地色部分は緑色が指定されている |
| 御坊市   |      | 波形で「ご」を図案化したもの                         | 1954年6月1日             | 御坊町制度時の1954年1月1日に制定され、市制施行後に継承される                                                   |
| 田辺市   |      | 星型の中心に「田」を図案化したもの                   | 2005年10月1日            | 田辺町制時の1921年8月（日付は不明）に制定され、旧市制施行後かつ新市制施行後に継承される                        |
| 新宮市   |      | 波と山を象ったもの                                   | 2006年4月1日             | 旧・新宮市制時の1948年5月（日付は不明）に制定され、新市制施行後に継承される                                    |
| 紀の川市 |      | 「紀」を図案化したもの                               | 2005年11月7日            | 色は青色と群青色が指定されている                                                                               |
| 岩出市   |      | 「岩」を丸く図案化したもの                           | 1963年9月                | 岩出町章として制定されていたものを市制施行後に継承される 制定前は作成されていなかった                          |

## 町村部
| 郡       | 町村       | 町村章 | 由来                                                                               | 制定日         | 備考                                                                                              |
| -------- | ---------- | ------ | ---------------------------------------------------------------------------------- | -------------- | ------------------------------------------------------------------------------------------------- |
| 海草郡   | 紀美野町   |        | 「空」・「川」・「山」を象徴したもの                                               | 2006年1月1日   | 色は緑色と青色が指定されている                                                                    |
| 伊都郡   | かつらぎ町 |        | 「か」を図案化したもの                                                             | 1959年11月1日  |                                                                                                   |
| 伊都郡   | 九度山町   |        | 「九山」を円形にしかつ組み合わせて図案化したもの                                   | 1957年1月1日   |                                                                                                   |
| 伊都郡   | 高野町     |        | 「高」を図案化し、塔をかたどり、太陽と月を表したもの                               | 1962年10月1日  |                                                                                                   |
| 有田郡   | 湯浅町     |        | 全体は日の出を表して、「ユ」を図案化したもの                                       | 1961年7月1日   |                                                                                                   |
| 有田郡   | 広川町     |        | 「ひ」を円形に図案化したもの                                                       | 1970年9月26日  | 2代目の町章である                                                                                 |
| 有田郡   | 有田川町   |        | 「A」を図案化したもの                                                              | 2006年6月13日  |                                                                                                   |
| 日高郡   | 美浜町     |        | 「み」を波頭と鳥の雄飛する姿を想像して図案化したもの                               | 1967年10月14日 | 色は原則として黒色であるが、場合によっては金色か白色が指定されている 制定前は作成されていなかった |
| 日高郡   | 日高町     |        | 「ひ」を翼形にして図案化したもの                                                   | 1964年12月1日  | 制定前は作成されていなかった                                                                      |
| 日高郡   | 由良町     |        | 「ユラ」を上下に配しかつ円形にして表したもの                                       | 1962年12月25日 |                                                                                                   |
| 日高郡   | みなべ町   |        | 梅の花に水と緑をあしらったもの                                                     | 2004年10月1日  | 2004年6月12日に公表され、本年10月1日に制定され、色は青色と緑色が指定されている                    |
| 日高郡   | 印南町     |        | 「I」を図案化したもの                                                              | 1964年9月      | 制定前は作成されていなかった                                                                      |
| 日高郡   | 日高川町   |        | 外側の円で「日」を表し、高い山並みと川を組み合わせたもの                           | 2005年5月1日   | 2005年3月18日に公表され、本年5月1日に制定される                                                   |
| 西牟婁郡 | 白浜町     |        | 全体は「白」を図案化し、三角形と内側の丸は「太陽」かつ外側の丸は「和」を表したもの | 2006年3月1日   | 旧・白浜町制度時の1950年12月20日に制定され、新制合併後に継承される                                |
| 西牟婁郡 | 上富田町   |        | 「上」・「と」を組み合わせたもの                                                   | 1967年11月1日  | 制定前は作成されていなかった                                                                      |
| 西牟婁郡 | すさみ町   |        | 「す」を図案化したもの                                                             | 1962年10月1日  | 色は青色が指定されている 制定前は作成されていなかった                                             |
| 東牟婁郡 | 串本町     |        | 「串」を図案化したもの                                                             | 2006年4月10日  | 色は上部の「口」は青色・下部の「口」は緑色・棒部分は橙色が指定されている 3代目の町章である        |
| 東牟婁郡 | 那智勝浦町 |        | 那智の滝を図案化したもの                                                           | 1964年10月1日  | 色は青色が指定されている 制定前は作成されていなかった                                             |
| 東牟婁郡 | 太地町     |        | 「T」を図案化し鯨を象徴したもの                                                    | 1965年9月10日  | 色は緑色が指定されている 制定前は作成されていなかった                                             |
| 東牟婁郡 | 古座川町   |        | 「古」と古座川の流れを表したもの                                                   | 1971年1月12日  | 制定前は作成されていなかった                                                                      |
| 東牟婁郡 | 北山村     |        | 「北」を図案化し、「山」を形成しているもの                                         | 1969年9月30日  | 制定前は作成されていなかった                                                                      |

## 廃止された市町村章
| 郡       | 市町村   | 市町村章 | 由来 | 制定日           | 廃止日         | 備考 |
| -------- | -------- | --- | --- | ---------------- | -------------- | --- |
| 西牟婁郡 | 牟婁町   | 作成されていない | 作成されていない | 作成されていない | 1964年10月15日 | |
| 有田郡   | 広川町   | | 「ヒロ川」を図案化し、「ヒ」はケシの花を表したもの                                                                                 | 不明             | 1970年9月26日  | 初代の町章である |
| 西牟婁郡 | 串本町   | | 「串」を図案化し、新取の気性と町民の団結を表したもの                                                                               | 不明             | 1971年3月1日   | 初代の町章である 制定前は作成されていなかった |
| 海草郡   | 美里町   | | 「美」を翼の形に図案化し、円満なる発展を表したもの                                                                                 | 1958年8月22日    | 1991年6月      | 初代の町章である |
| 日高郡   | 南部町   | | 「ミナベ」と「円」を表したもの | 1966年11月1日    | 2004年10月1日  | 制定前は作成されていなかった |
| 日高郡   | 南部川村 | | 備長炭・梅の花・南部川を表したもの                                                                                                 | 1992年12月18日   | 2004年10月1日  | 1958年に制定されたものを1992年12月18日に告示される |
| 西牟婁郡 | 串本町   | | 「串」を太平洋の黒潮の如く図案化したもの                                                                                           | 1971年3月1日     | 2005年4月1日   | 2代目の町章である |
| 東牟婁郡 | 古座町   | | 「古」を図案化したもの | 1963年           | 2005年4月1日   | 制定前は作成されていなかった |
| 海南市   |          | | 海を末広がりの扇型に表したもの | 1934年8月5日     | 2005年4月1日   | 初代の市章である |
| 海草郡   | 下津町   | | 「シモツ」（内訳は「シ」・「モ」を逆さにし・中央部に「ツ」を配したもの）を円形と翼型にしたもの                                     | 1955年7月4日     | 2005年4月1日   | |
| 日高郡   | 川辺町   | | 円はミカンを表す「川辺」を図案化し、葉の意味を持つ三つの三角形を表したもの                                                         | 1966年3月        | 2005年5月1日   | 制定前は作成されていなかった |
| 日高郡   | 中津村   | | 「中ツ」を図案化し、全体は橘を表したもの                                                                                           | 1966年11月1日    | 2005年5月1日   | 制定前は作成されていなかった |
| 日高郡   | 美山村   | | 「美」を配し、「山」を図案化したもの                                                                                               | 1966年9月        | 2005年5月1日   | 制定前は作成されていなかった |
| 西牟婁郡 | 中辺路町 | | 「中辺路」を翼型に配し、外側は「和」・三角は果無山脈を表したもの                                                                   | 1959年7月        | 2005年5月1日   | |
| 西牟婁郡 | 大塔村   | | 「大」を独自（ユニーク）に意匠化したもの                                                                                           | 1969年11月20日   | 2005年5月1日   | 制定前は作成されていなかった |
| 東牟婁郡 | 本宮町   | | 「本」を意匠化かつ図案化し、上下部に半円を描いたもの                                                                               | 1967年9月23日    | 2005年5月1日   | 制定前は作成されていなかった |
| 日高郡   | 龍神村   | （地色が白色 紋章は黒色） （地色が黄色 紋章は黒色） （地色が淡紫色 紋章は黒色） （地色が黒色 紋章は金色） （地色が紺色 紋章は金色） （地色が臙脂色 紋章は金色） （地色が濃緑色 紋章は金色） （地色が黒色 紋章は白色） （地色が紺色 紋章は白色） （地色が濃緑色 紋章は白色） | 「り」を図案化し、昇天する姿を意匠化したもの                                                                                       | 1965年7月12日    | 2005年5月1日   | 1965年6月に制定され、同年7月12日に条例化される 色は地色が白色・黄色・淡紫色の場合は紋章は黒色が指定 地色が紺色・臙脂色・濃緑色の場合は紋章は金色が指定 地色が黒色・紺色・濃緑色の場合は紋章は白色が指定されている 制定前は作成されていなかった |
| 伊都郡   | 花園村   | | 「ハナ」を円形に図案化したもの | 1972年2月5日     | 2005年10月1日  | 制定前は作成されていなかった |
| 東牟婁郡 | 熊野川町 | | 「クマノ川」を意匠化したもの | 1958年9月29日    | 2005年10月1日  | |
| 那賀郡   | 打田町   | | 「打」を図案化したもの | 1957年12月10日   | 2005年11月7日  | 1956年3月に制定されたものを1957年12月10日に再制定された |
| 那賀郡   | 粉河町   | | 全体は五本の線（旧粉河町・長田村・竜門村・川原村・鞆淵村を表したもの）であり、横三本は「かわ」・上下の二本の円は「こ」を表したもの | 1957年9月13日    | 2005年11月7日  | |
| 那賀郡   | 那賀町   | | 「那」を図案化し、上下の半円を表したもの                                                                                           | 1957年4月1日     | 2005年11月7日  | |
| 那賀郡   | 桃山町   | | 「モモ」を両翼とし、「山」を和として図案化したもの                                                                                 | 1956年8月1日     | 2005年11月7日  | |
| 那賀郡   | 貴志川町 | | 「きし川」を丸くして図案化したもの                                                                                                 | 1955年10月1日    | 2005年11月7日  | |
| 有田郡   | 吉備町   | | 「き」を近代的感覚で図案化したもの                                                                                                 | 1962年6月25日    | 2006年1月1日   | |
| 有田郡   | 金屋町   | | 「カナヤ」を図案化し、「力（ちから）」を示したもの                                                                                 | 1959年9月        | 2006年1月1日   | |
| 有田郡   | 清水町   | | 円と中央部は「水」を表したもの | 1969年10月4日    | 2006年1月1日   | 制定前は作成されていなかった |
| 海草郡   | 野上町   | | 「の上」を図案化し、中央の山型は生石高原（生石ヶ峰）を表したもの                                                                   | 1955年10月       | 2006年1月1日   | 色は赤色が指定されている |
| 海草郡   | 美里町   | （著作権存続） | 全体は「M」を形象化し、美里町の基本コンセプトを背景に創作したもの                                                                  | 1991年6月        | 2006年1月1日   | 2代目の町章である |
| 伊都郡   | 高野口町 | | 「こ」を円く象り、織物の積み重ねを表したもの                                                                                       | 1955年4月15日    | 2006年3月1日   | |
| 西牟婁郡 | 日置川町 | | 「ひ」を図案化したもの | 1966年6月        | 2006年3月1日   | 制定前は作成されていなかった |

### 書籍
- 小学館辞典編集部 編『図典 日本の市町村章』（初版第1刷）小学館、2007年1月10日。ISBN 4095263113。
- 近藤春夫『都市の紋章 : 一名・自治体の徽章』行水社、1915年。NDLJP:955061
- 中川幸也『シリーズ人間とシンボル第2号「都市の旗と紋章」』中川ケミカル、1987年10月11日。
- 丹羽基二『日本の市章 （西日本）』保育社、1984年5月5日。
- 望月政治『都章道章府章県章市章のすべて』日本出版貿易株式会社、1973年7月7日。
- NHK情報ネットワーク『NHKふるさとデータブック6 [近畿]』日本放送協会、1992年5月1日。
- 国際図書『事典　シンボルと公式制度』国民文化協会、1968年。

### 都道府県書籍
- 和歌山県教育委員会『わかやまDE発見』和歌山県教育委員会、2000年3月21日。
- 和歌山新聞社『和歌山県勢 昭和38年版』和歌山新聞社、1962年。
- 和歌山県勢委員会『和歌山県勢 昭和44年版』和歌山県勢委員会、1968年。
- 和歌山県勢委員会『和歌山県勢 昭和47年版』和歌山県勢委員会、1972年。

### パンフレット
- 美里町『美里町町章選定委員会資料』和歌山県海草郡美里町、1958年。

### 自治体書籍

#### 北部（海草・那賀・伊都地域）
- 高野口町役場『高野口町例規集』和歌山県伊都郡高野口町。
- 花園村役場『花園村例規集』和歌山県伊都郡花園村。
- 紀美野町役場『紀美野町例規集』和歌山県海草郡紀美野町。
- 野上町役場『野上町例規集』和歌山県海草郡野上町。
- 打田町『打田町勢要覧』和歌山県那賀郡打田町。
- 打田町『広報うちた 昭和31年 - 平成11年』和歌山県那賀郡打田町。
- 粉河町『粉河町勢要覧』和歌山県那賀郡粉河町。
- 那賀町『那賀町勢要覧』和歌山県那賀郡那賀町。
- 桃山町『桃山町史』和歌山県那賀郡桃山町、1972年。
- 貴志川町『貴志川町勢要覧』和歌山県那賀郡貴志川町。

#### 中部（有田・日高地域）
- 広川町役場『広川町例規集』和歌山県有田郡広川町。
- 有田川町役場『有田川町例規集』和歌山県有田郡有田川町。
- 吉備町役場『吉備町例規集』和歌山県有田郡吉備町。
- 清水町役場『清水町例規集』和歌山県有田郡清水町。
- 龍神村役場『龍神村勢要覧』和歌山県日高郡龍神村、1981年。
- 龍神村役場『龍神村例規集』和歌山県日高郡龍神村。
- 南部町役場『南部町例規集』和歌山県日高郡南部町。
- 南部川村役場『南部川村例規集』和歌山県日高郡南部川村。
- 中津村役場『中津村例規集』和歌山県日高郡中津村。
- 美山村役場『美山村例規集』和歌山県日高郡美山村。

#### 南部（西牟婁・東牟婁地域）
- 熊野川町『熊野川町勢要覧 1995』和歌山県東牟婁郡熊野川町、1995年。
- 串本町役場企画財政課『串本町30年のあゆみ』和歌山県西牟婁郡串本町、1985年7月。
- 中辺路町編纂委員会『中辺路町誌 上巻』和歌山県西牟婁郡中辺路町、1988年。
- 中辺路町編纂委員会『中辺路町誌 下巻』和歌山県西牟婁郡中辺路町、1988年。
- 中辺路町編纂委員会『中辺路町誌 資料編』和歌山県西牟婁郡中辺路町、1988年。
- 大塔村役場『大塔村史 史料編』和歌山県西牟婁郡大塔村、2005年2月。
- 本宮町史編纂委員会『本宮町史』和歌山県東牟婁郡本宮町、2000年3月。
- 本宮町役場『本宮町例規集』和歌山県西牟婁郡本宮町。
- 日置川町役場『日置川町例規集』和歌山県西牟婁郡日置川町。
- 日置川町史編纂委員会『日置川町誌 通史編 下巻』和歌山県西牟婁郡日置川町、2000年3月31日。
- 旧・串本町役場『旧・串本町例規集』和歌山県西牟婁郡串本町。
- 本宮町役場『本宮町例規集』和歌山県東牟婁郡本宮町。
- 古座町役場『古座町例規集』和歌山県東牟婁郡古座町。
- 太地町役場『太地町例規集』和歌山県東牟婁郡太地町。
- 北山村役場『北山村例規集』和歌山県東牟婁郡北山村。